# 宮古島市立平良中学校
宮古島市立平良中学校（みやこじましりつ たいらちゅうがっこう）は、沖縄県宮古島市(宮古島)にある市立中学校。

## 通学区域
平一小学校区域と南小学校区域を併せた区域である。

## 周辺
- 沖縄県立宮古高等学校